# Tritonia diomedea
Tritonia diomedea är en snäckart som beskrevs av Bergh 1894. Tritonia diomedea ingår i släktet Tritonia och familjen Tritoniidae. Inga underarter finns listade i Catalogue of Life.